# Équipe de Grande-Bretagne masculine de handball
Maillots
Dernière mise à jour : 29 octobre 2019.
L'équipe de Grande-Bretagne masculine de handball est constituée par une sélection des meilleurs joueurs de handball de Grande-Bretagne sous l'égide de la fédération anglaise de handball. 
Créée en 1969, elle a pris part aux compétitions internationales de 1972 à 1984, mais elle n'est jamais parvenue à se qualifier à un Championnat du monde ou un Championnat d'Europe.
La tradition voulant que le pays hôte des Jeux olympiques participe à toutes les épreuves, une équipe a été recréée en vue des Jeux olympiques de Londres en 2012. Dans ce but, la fédération anglaise de handball a fait appel à des joueurs britanniques et binationaux par petite annonce. Elle termine toutefois bonne dernière de la compétition, accusant un déficit moyen de 17 buts par match.

## Parcours en compétitions internationales
Jeux olympiques
- 1972 à 2008 : non qualifiée
- 2012 : 12e place
- 2016 : non qualifiée

Championnat du monde
aucune qualification
Championnat d'Europe
aucune qualification
Championnat des Pays émergents
- 2015 : 9e place
- 2017 : 11e place
- 2019 : 4e place

## Effectif actuel
Sélectionneur :  Ricardo Vasconcelos
Voici les 16 joueurs sélectionnés lors du match Luxembourg-Grande-Bretagne comptant pour les éliminatoires de l'Euro 2022, le 13 janvier 2019 :
| Numéro | Poste | Nom                    | Date de naissance          | Club actuel         |
| ------ | ----- | ---------------------- | -------------------------- | ------------------- |
| 1      | GB    | Darren Negrete Lindsay | 29 novembre 1987 (31 ans)  | Salesianos Estrecho |
| 16     | GB    | Craig McClelland       | 21 septembre 1998 (21 ans) | Aarhus Håndbold     |
| 6      | ALG   | Harry Morley           | 1er mars 1998 (21 ans)     | NE Manchester Hawks |
| 20     | ALG   | Brian Negrete Lindsay  | 23 juin 1994 (25 ans)      | Alarcos Ciudad Real |
| 3      | ALD   | Benjamin Howard        | 13 juillet 1997 (22 ans)   | Viseu HC            |
| 13     | ALD   | Sebastien Edgar        | 26 mai 1991 (28 ans)       | Valence HB          |
| 9      | DC    | Tobias Venables        | 19 janvier 1996 (23 ans)   | Warrington Wolves   |
| 10     | DC    | Liam Welsby            | 6 janvier 1995 (24 ans)    | Warrington Wolves   |
| 11     | DC    | Christopher White      | 17 août 1998 (21 ans)      | Aarhus Håndbold     |
| 4      | ARG   | Ryan Goodwin           | 23 mars 1994 (25 ans)      | NE Manchester Hawks |
| 7      | ARG   | Ross Strachan          | 22 juin 1997 (22 ans)      | Livingston HC       |
| 18     | ARG   | Ben Tyler              | 4 septembre 1994 (25 ans)  | Warrington Wolves   |
| 15     | ARD   | Joshua DaSilva         | 17 novembre 1996 (22 ans)  | Alarcos Ciudad Real |
| 8      | PVT   | Ryan Thomas            | 4 mai 1996 (23 ans)        | Warrington Wolves   |
| 14     | PVT   | Oliver Tyler           | 20 juillet 1997 (22 ans)   | Warrington Wolves   |
| 17     | PVT   | Jordan Price           | 30 juin 1997 (22 ans)      | Nottingham HC       |

### Effectifs antérieurs

#### Jeux olympiques 2012
Aux Jeux olympiques de Londres en 2012, l'équipe est composée des joueurs ci-dessous :

## Sélectionneurs
- Dragan Đukić : de 2008-2012